# Regus
Regus je nadnárodní korporace, která poskytuje vybavené a kancelářské prostory v business centrech, office parcích a jiných administrativních budovách. K 23.6.2015 provozovala 3 000 business center ve 120 zemích. Společnost figuruje na londýnské burze cenných papírů a je součástí indexu FTSE 250. Společnost Regus je zapsána v Saint Helier, Jersey a její sídlo je v Lucemburku, Lucembursko.
Regus má v České republice síť business center v Praze (Burzovní palác), Brně a Ostravě.

## Historie
V roce 1989 anglický podnikatel Mark Dixon na obchodní cestě pocítil nedostatek volných kancelářských prostor, které by byly vhodné pro obchodníky, kteří často cestují. Odhalil tak potřebu kancelářských prostor, které jsou plně spravované a dostupné společnostem dle aktuální potřeby. Na jejím základě založit svoje první obchodní centrum v Brusselu, Belgie.
V roce 1994 vstoupil Regus do Latinské Ameriky s centrem v São Paulu a v roce 1999 vstoupil do Asie s prvním centrem v Pekingu.

## Činnost
Regus a jeho značky (HQ a Regus Express) poskytuje plně vybavené kanceláře s administrativními službami, virtuální kanceláře, zasedací místnosti a zázemí pro videokonference na bázi pronájmu.
Společnost působí ve 120 zemích a je tak největším světovým poskytovatelem flexibilních pracovních prostor.